# HD 102117 b
HD 102117 b — экзопланета, небольшой газовый гигант с массой, превышающей 0,17 массы Юпитера, вращающийся вокруг жёлтого карлика HD 102117 в созвездии Центавра. Звезда имеет спектральный класс G6V (несколько более красная и менее горячая, чем наше Солнце) и близкие к солнечным массу и радиус.
Период обращения планеты вокруг звезды составляет лишь 21 день. Её орбита находится ближе к центральной звезде, чем орбита Меркурия в Солнечной системе. Поэтому температура планеты очень высока, и она относится к категории горячих юпитеров.
Планета была открыта группой AAPS в 2004 году. Открытие планеты было вскоре подтверждено группой HARPS. Обе группы пользовались методом Доплера, измеряя небольшие колебания лучевой скорости звезды, вызванные орбитальным движением планеты.